# Åre
För andra betydelser, se Åre (olika betydelser).
Åre (Åremål: [^oːɾ], sydsamiska: Ååre) är en tätort i Åre distrikt i Åre kommun, västra Jämtland. Åre är kyrkort i Åre socken men trots namnet inte centralort i kommunen, vilket i stället är Järpen (25 kilometer öster om Åre). Antalet fast bosatta i tätorten Åre uppgick år 2010 till 1 417 personer (innan SCB 2015 lät Duved, Ullån och Kläppen norra ingå i samma tätortsavgränsning).
Åre är den största fjällsport- och alpinsportorten i Sverige, med tillhörande alpina skidområde och Sveriges alpina nationalarena som har arrangerat tre världsmästerskap (de enda i Sverige) och över 100 världscuptävlingar, och har en av landets mest utvecklade och största besöksnäring.
Åre med Åredalen har varit en passage och central mötesplats ända sedan medeltiden; först av europeiska pilgrimer som vandrade på Nidarosvägarna till/från Norge, och därefter med en senare sommarturism av besökande så kallade "luftgäster". Bygden stärktes i synnerhet av järnvägen Mittbanan som invigdes 1882; inledningsvis nyttjade lokalbefolkningen den för jordbrukstransport – medan Mörsil blev Jämtlands ledande kur- och turistort fram till 1890-talets mitt – innan inflytelserika Kristina Hansson lät uppföra Åres första hotell. Cirka tio år senare kom en skidlöpande gäst, ingenjören Carl Olof Rahm, att inleda ett projekt som skulle förvandla bondbyn Åre till "ett svenskt Davos".  
Under 1970-talet satsade svenska staten (Regeringen Palme I) hundratals miljoner kronor på vinterturism i Jämtlandsfjällen, och i synnerhet Åre. 2012 blev Åre utvald som en av fem destinationer att dela på 60 miljoner kronor från Tillväxtverket, med målet att skapa hållbara destinationer och stärka orterna på den internationella marknaden. Av 40 sökande blev Åre tillsammans med Vimmerby, Kiruna, Stockholms skärgård och Bohuslän utvalda. De alpina världsmästerskapen har också bidragit till utveckling på orten, som exempelvis Station Åre med dess galleria och Holiday Clubs etablering inför VM 2007. Därtill har den växande mountainbike-kulturen bidragit till både en ökad sommarturism och inflyttning i trakten.
Under början av 2020-talet har ortens invånare och näringsliv utmanats av både Covid-19-pandemin och översvämningsskada efter Ovädret Hans.

## Namnet Åre
För namnet Åre finns det flera tolkningar. En av dem är att det är genitiv bildat från å, det vill säga dagens Åreälven/Åresjön.
Enligt Svenskt ortnamnslexikon innehåller namnet Åre (1344 (De) Arum)  troligen fornvästnordiska *ár, 'spets', syftande på formen på Åreskutans topp och på jämtska heter Åre Åår med den för jämtskan typiska apokopen i kombination med tvåtoppsaccent. Innan Åre stationssamhälle uppstod användes detta namn enbart för hela Åre socken.
Åre sägs också vara ett gammalt samiskt ord, och de äldsta skrivna källorna om samer i västra Jämtland är från 1600-talets mitt. Samerna i dessa trakter var nybyggare och började livnära sig på exempelvis renskötsel, fiske och skogsarbete. Förvaltningskommun för det sydsamiska språket är just Åre kommun, därav kommunens sydsamiska benämning Ååren Tjïelte. Åre innefattar ett hundratal av totalt 20 000 samer i Sverige.

## Historia och utveckling

### Från pilgrimsled till järnväg

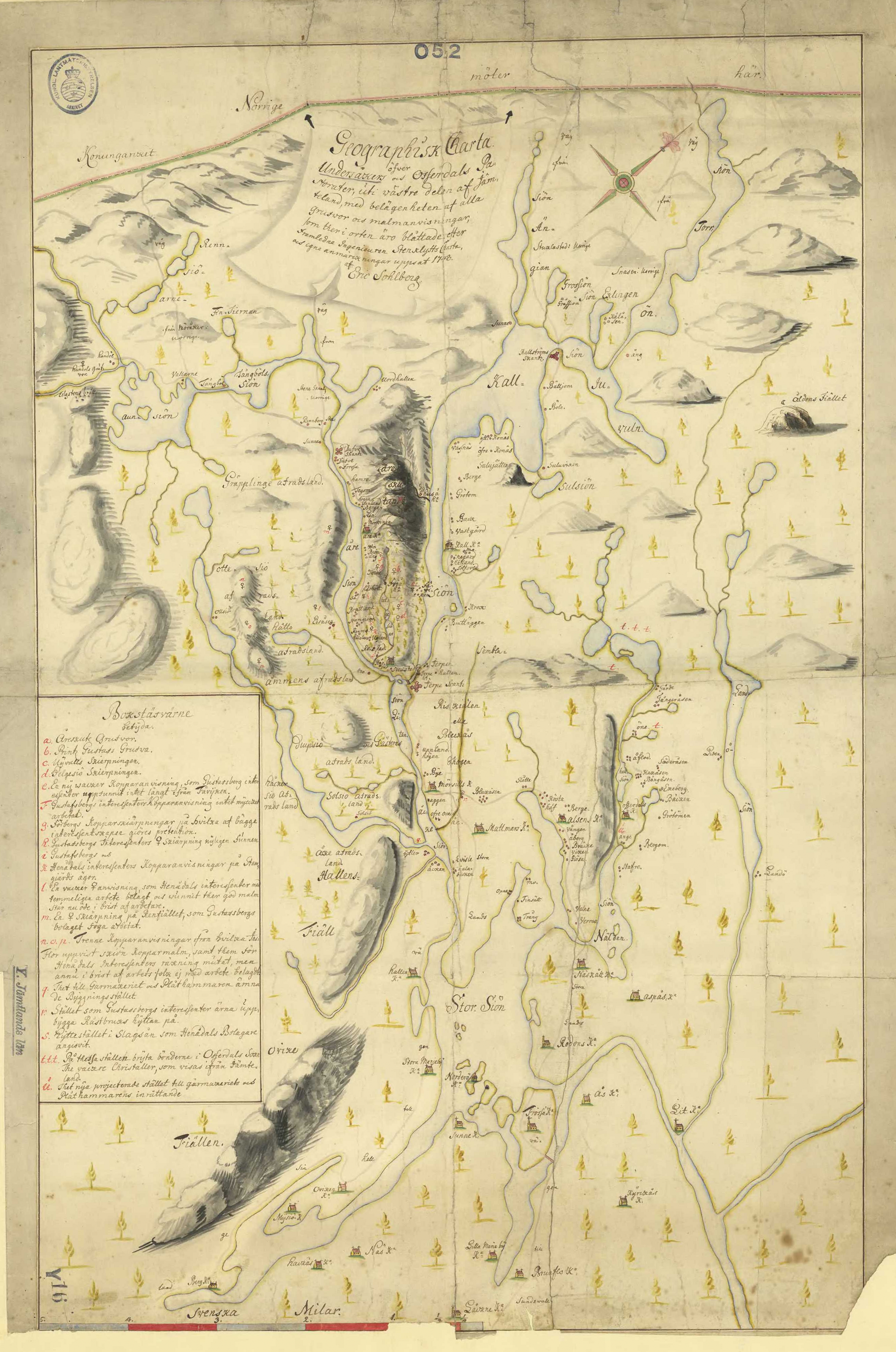
Karta över västra Jämtland från 1748.

Tusentals pilgrimer från hela Europa stannade till vid Åre gamla kyrka, under sin vandring till Olof den heliges grav i Nidarosdomen, på medeltiden. Kyrkan (vilken kan dateras till omkring 1160) hade byggts av Åre sockens bönder, som sedan slutet av järnåldern (att döma av ett antal gravhögar i dalen) hade bosatt sig i takt med att den medeltida värmeperioden medfört ett framvuxet odlingslandskap i Åredalen. Innan detta hade vikingatiden inneburit täta kontakter mellan bebyggarna i norska Trøndelag och invånarna kring Storsjön (vid nuvarande Östersund), och en av de då mer använda vägarna löpte genom Åredalen. Den helgonförklarade norske vikingakungen Olof Haraldsson hade övernattat i Åredalen på marschen år 1030, för att med sin armé återta riket västerut, innan han stupade i slaget vid Stiklestad som införde kristendomen i Norge. Träskulpturen i kyrkan som symboliserar [S:t] Olof tros ha tillverkats på 1300-talet, och 1719 ersattes dess försvunna kungakrona med en karolinsk trekornshatt av en ung skadad soldat från Åre som tidigare samma år hade överlevt Armfeldts katastrofmarsch.

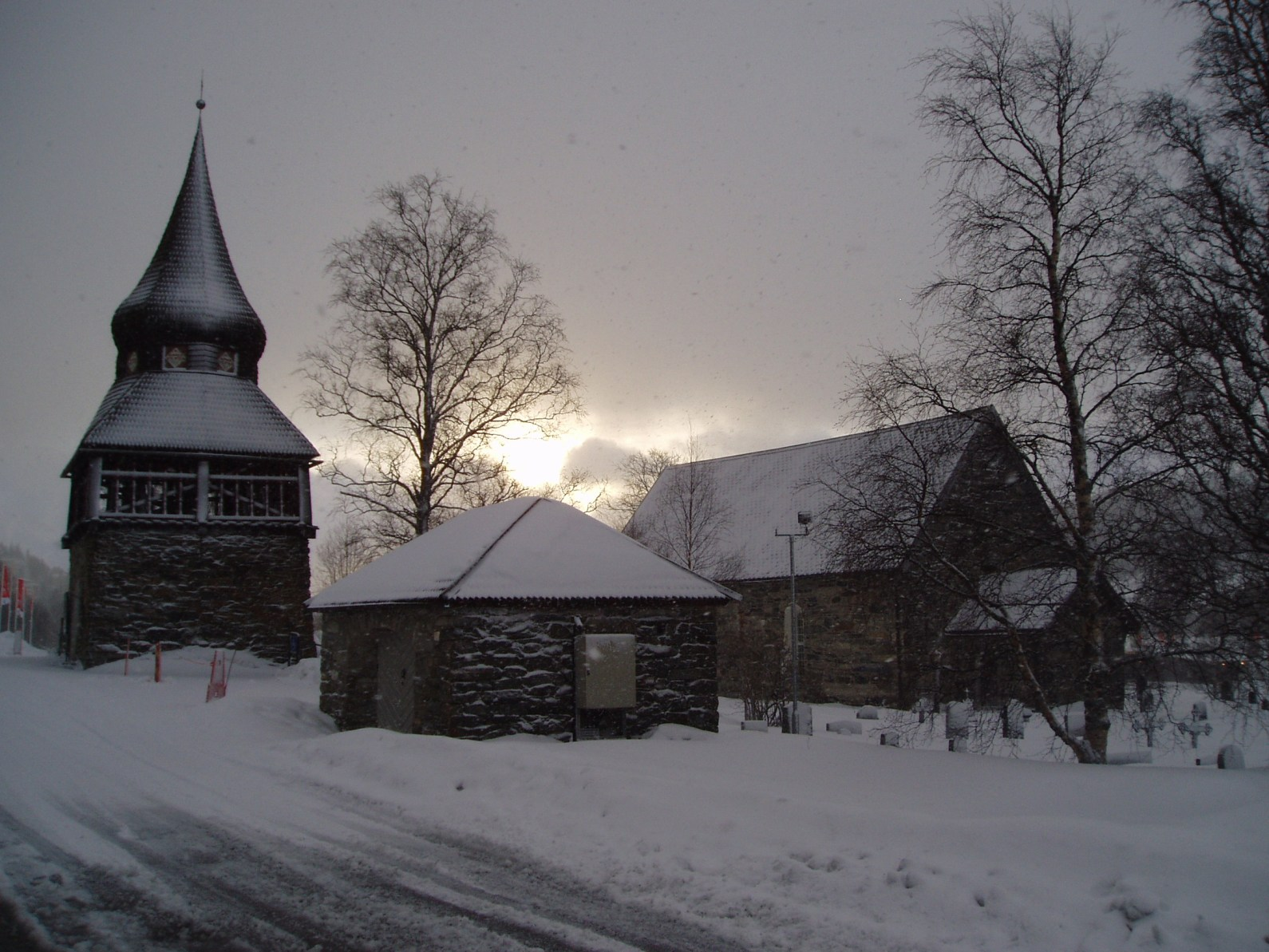
Åre gamla kyrka (2007), den enda bevarade medeltida stenkyrkan i fjällkedjan. Till följd av ökad befolkning lät den under frihetstiden expanderas till nuvarande planutveckling, och klockstapeln uppfördes.

1645 blev Jämtland svenskt och under frihetstiden efter århundraden av krig i Norden började befolkningen öka avsevärt i Åretrakten, samtidigt som Åre blev ett besöksmål för botaniker och dess första lustresande turister. Sedermera på 1800-talet kom de så kallade "luftgästerna" till Åre från nyindustrialiserade städer för hälsosam rekreation och att andas den friska fjälluften. Vid denna tid fanns inga hotell eller någon organiserad turistverksamhet, utan besökarna inackorderades hos lokalbefolkningen som i sin tur fick en extra slant till hushållskassan. Med tiden växte de centralt belägna byarna Mörviken (vid kyrkan) och Totten (vid nuvarande Tottområdet med Tott Hotell) till de två största radbyarna i Åredalen. Innan detta och Åre blev samhällsnamnet var Totten, Mörviken och Lien tre enskilda byar bestående av sammanlagt sju fjälljordbruk, kyrkan och en handelsbod. Vissa av torpen (och ladugårdar) i Tottens by från denna tid finns kvar ännu idag, och används numera som fritidshus blandade med betydligt yngre sådana.
1835 drogs den så kallade Karl Johansvägen genom trakterna, vidare mot Norge, och 1857 bildades ett kommunikationsbolag som under några år därefter bedrev en samordnad väg- och vattentrafik genom Jämtland från väst till öst. I samband med att en öst-västlig tvärbana planerades från Trondheim genom Jämtland till Bottenhavet ville staten dra linjen på den norra sidan av Åreskutan så att järnvägen skulle kunna passera koppargruvan i Huså. Riksdagsledamoten Gunnar Eriksson i Mörviken arbetade aktivt för att få järnvägslinjen dragen genom Åre, vilket också skedde, och då järnvägen (Mittbanan) invigdes av Oscar II i Storlien den 21 juni 1882 ändrades förutsättningarna för turismen i Åre radikalt. Lokalbefolkningen började bygga hotell och stugor för turisterna. Under denna tid var det enbart sommarturister och det mesta handlade om vandring eller fiske. (Stjärnvägen upp på Mörvikshummeln och Åreskutan anlades 1878, som är Åres äldsta markerade vandringsled.) Medan en stor majoritet svenskar hade plågats av missväxtår och fattigdom, som föranledde den stora pågående emigrationen från Sverige till Nordamerika, bidrog järnvägen även med ett lyft för böndernas jordbrukstransport och byggnadsskicket i byn.

### Från jämtländsk bondby till internationell turistmetropol

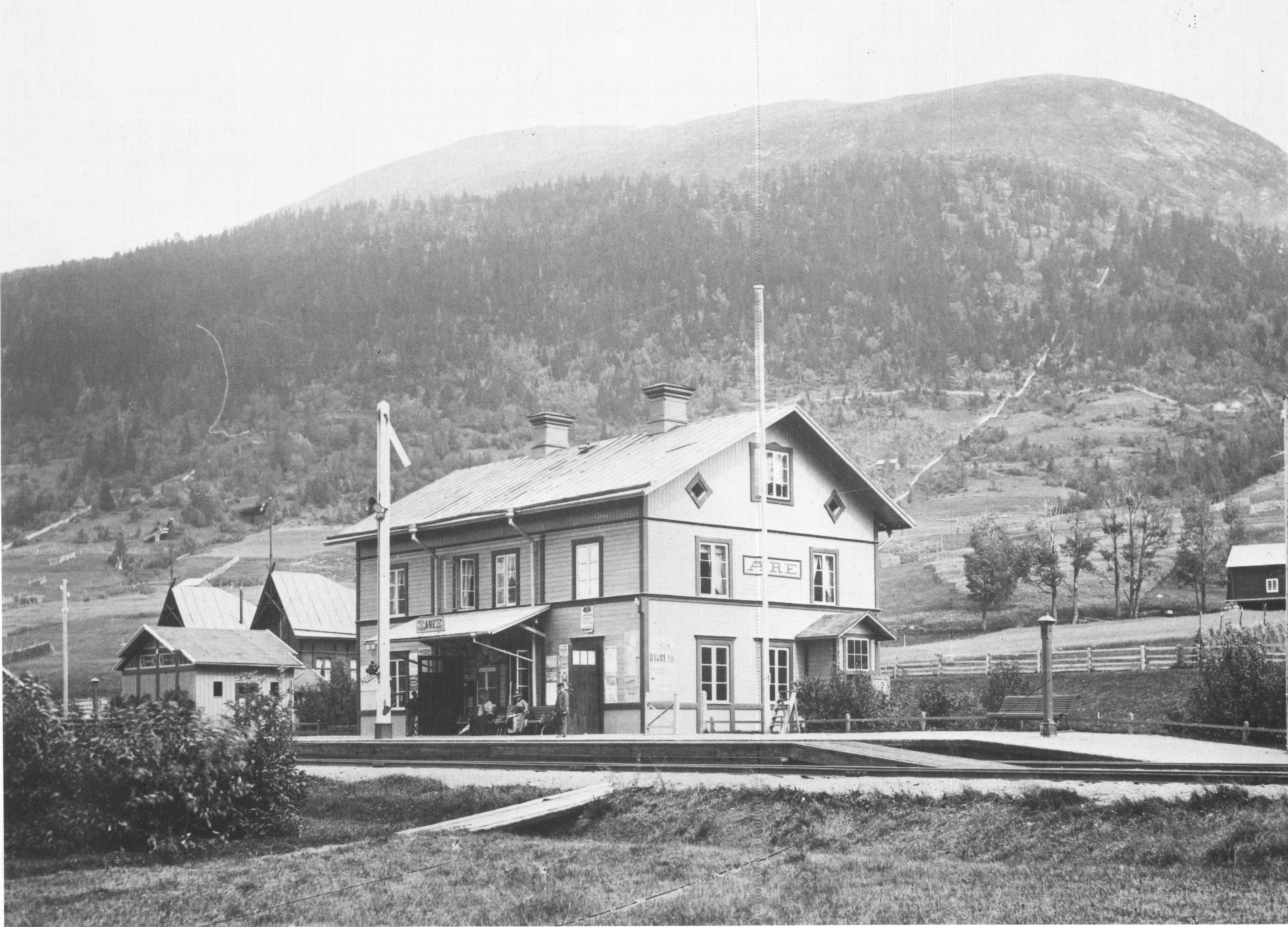
Järnvägsstationen i Åre på 1890-talet, uppförd 1881 efter Hällnäsmodellen.

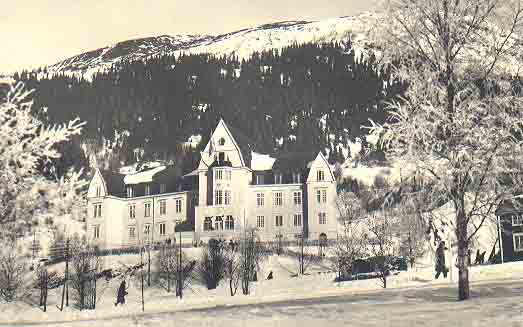
Sporthotellet, uppfört 1911 under namnet Nya Grand Hotell.

Flygfoto över Åre och en del av Åreskutan från cirka 1960.

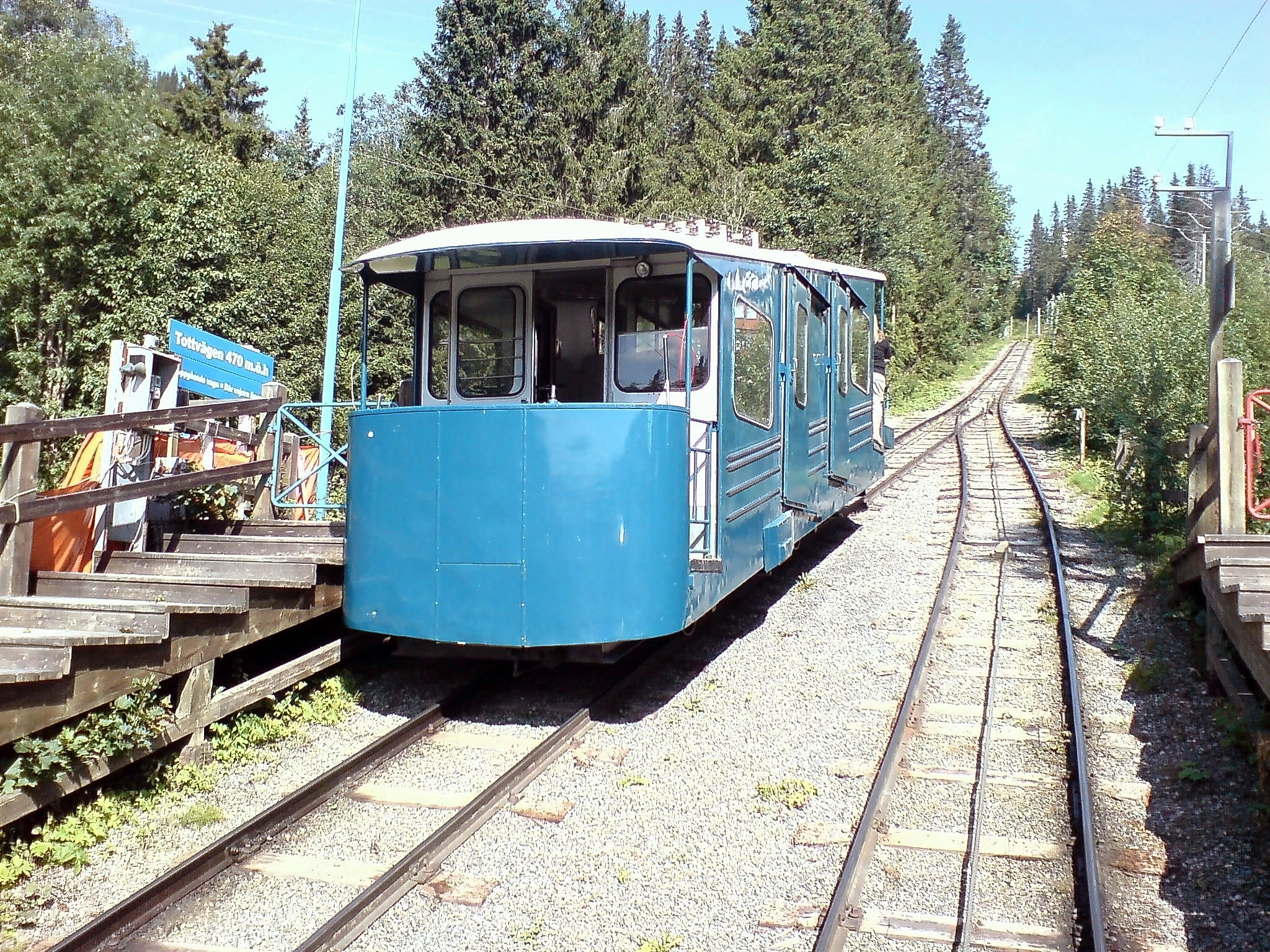
Bergbanans mittstation (augusti 2007), med nuvarande vagnar från 1958 och automatisk drift sedan 1967. Åre bergbana blev 1910 Sveriges första vertikala persontransportinstallation för vintersport, och utsågs 2008 till byggnadsminne.

1895 stod Åres första riktiga hotell färdigt, Hotell Åreskutan (nuvarande Åregården), efter initiativ av nyinflyttade skånskan Kristina Hansson som tidigare hade varit verksam i Östersund. Stinsen Albin Wettergren lät bygga en järnvägsrestaurang 1888, vilken 1897 hade byggts till och blivit Grand Hotell. På grund av konkurrens såg Kristina Hansson till att utöka sin rörelse med Societetspaviljongen (nuvarande nattklubb Country Club, grannbyggnad med Åregården), även kallad Hotell Åre, inför sekelskiftet.
Den 7 mars 1910 invigdes Bergbanan och Fjällstugan (nuvarande Hotell Fjällgårdens föregångare), byggda sedan 1908 på initiativ av ingenjören och resenären Carl Olof Rahm med schweiziska Davos som förebild, och med detta togs det första steget mot att bli en vintersportort. En bergbana i Åre hade planerats av STF sedan 1891, men finansieringen dröjde då tanken var att banan egentligen skulle sträcka sig ända till Åreskutans topp. 1911 byggdes Nya Grand Hotell som efter en tid fick namnet Sporthemmet (idag Sporthotellet). Hotellens arkitekter (Sigge Cronstedt respektive Per Benson) hörde till Sveriges ledande sådana. I inledningen var curling ett dominerande inslag i byn, då Åre från 1913 var curlingens mecka i Sverige fram till 1967. Curlingbanor fanns på Östra platån (numera benämnd Fjällgården), och den årliga Curlingveckan hölls i början av mars. Längs Bergbanan, eller Åre Fjällbana som den hette då, gjordes även en kälkbana som också blev populär (den finns kvar ännu idag, i förnyat skick). Från 1911 fram till 1930-talet hölls årliga tävlingar i de olika vintersporterna, som det också gjordes kortfilmer om med titeln Åreveckan. På den isbelagda Åresjön arrangerades travsporttävlingar, som skulle upprepas ett antal gånger. En av världens första störtloppstävlingar på tid, den årliga så kallade Årebragden, grundades 1920 och utvecklades i slutet på 1930-talet för att bli internationell dess sista decennium. Terrängen i Åredalen erbjöd också tur-/längdåkning innan den alpina skidsporten tog över.
Under 1920- och 1930-talen byggdes flera hotell och pensionat. Orten blev redan från 1910-talets slut en populär plats även för unga singlar som utöver vintersporten och frisk luft sökte sig till Åre mest för romans, dans och fest (detta inkluderade också kändisar, i synnerhet från Stockholm) vilket texten i Lennart Hagvalls rumbalåt "Det är så hälsosamt och stärkande i fjällen" från 1947 baserar sig på. När rätten till den två veckor betalda ledighetstiden infördes 1938 av riksdagen skapades också en mer "demokratisk" turism som sökte sig till Åre. STF samarbetade med Tåghemmet och Skid- och Friluftsfrämjandet från 1924 som fram till 1966 kom att arrangera paketresor (Tåghemmet) för skolungdomar.
Under 1930-talet drog den unge hotelldirektörssonen Johan Malmsten nytta av en cirka 400 meter lång skidbacke intill sitt pensionat vid Lundsgården (intill dagens arenacentrum), där han erbjöd sig att bära sina kvinnliga gästers skidor (upp till fem par åt gången) uppför backen. Efter att en dag 1938 ha läst i lokaltidningen om en liftuppfinning i norska Holmenkollen kunde han inte motstå frestelsen att skaffa en sådan "skid- och gästtransporterande maskin" till sin backe, sedan det visat sig att det fanns en till ute på marknaden. Med hjälp av en bankman i släkten fick han ett lån för investeringskostnaden på 10 000 SEK (270 000 kronor i penningvärde 2012) och på så vis kunde Sveriges första släplift, en ankarlift med träbyglar, uppföras. Mitt i bygget bröt andra världskriget ut, men trots detta färdigställdes liften och invigdes av landshövding Torsten Löfgren under trettondagshelgen 1940.
1940-talet var annars en nedgångstid för turismen, mycket på grund av kriget. Grand Hotell med Turistgården, Sporthemmet och Åregården som ägdes av AB Åre Hotellkoncern var nära konkurs och var långa tider stängda. 1949 såldes koncernen och de nya ägarna rustade upp hotellen, varefter turisterna återvände.
1952 byggde SJ Sveriges första linbana för utförsåkartransport, en korglift uppdelad i två delsträckor, från Fjällgården (Östra platån) och upp på Mörvikshummeln. Denna installation fullbordade den sträckning som Bergbanan egentligen skulle ha haft, minst. Kundkretsen ökade och renodlade utförsåkare kom till Åre, men linbanan bidrog även till att de bilburna dagturisterna på sommaren i juli ökade avsevärt. I samband med bygget av linbanan ordnade Bibbo Nordenskiöld arrangemanget av VM i utförsåkning 1954. Herrarnas slalom sågs av 10 000 personer, storslalom av 4 000 och störtloppet av över 25 000 enligt Länstidningen. Inför mästerskapet hade ytterligare en linbana, enstolsliften Stjärnliften (Sveriges första stollift), byggts intill nuvarande Slalombacken. Samtidigt flyttades en timmerbyggnad, uppförd 1880 i Rännberg, till en medeltida betesplats för nötkreatur. Byggnaden, som fick det gammeljämtska namnet Buustamon, vid Ullådalen blev snabbt en känd kaffe- och våffelstuga med logi och är destination Åres idag högst belägna hotell.

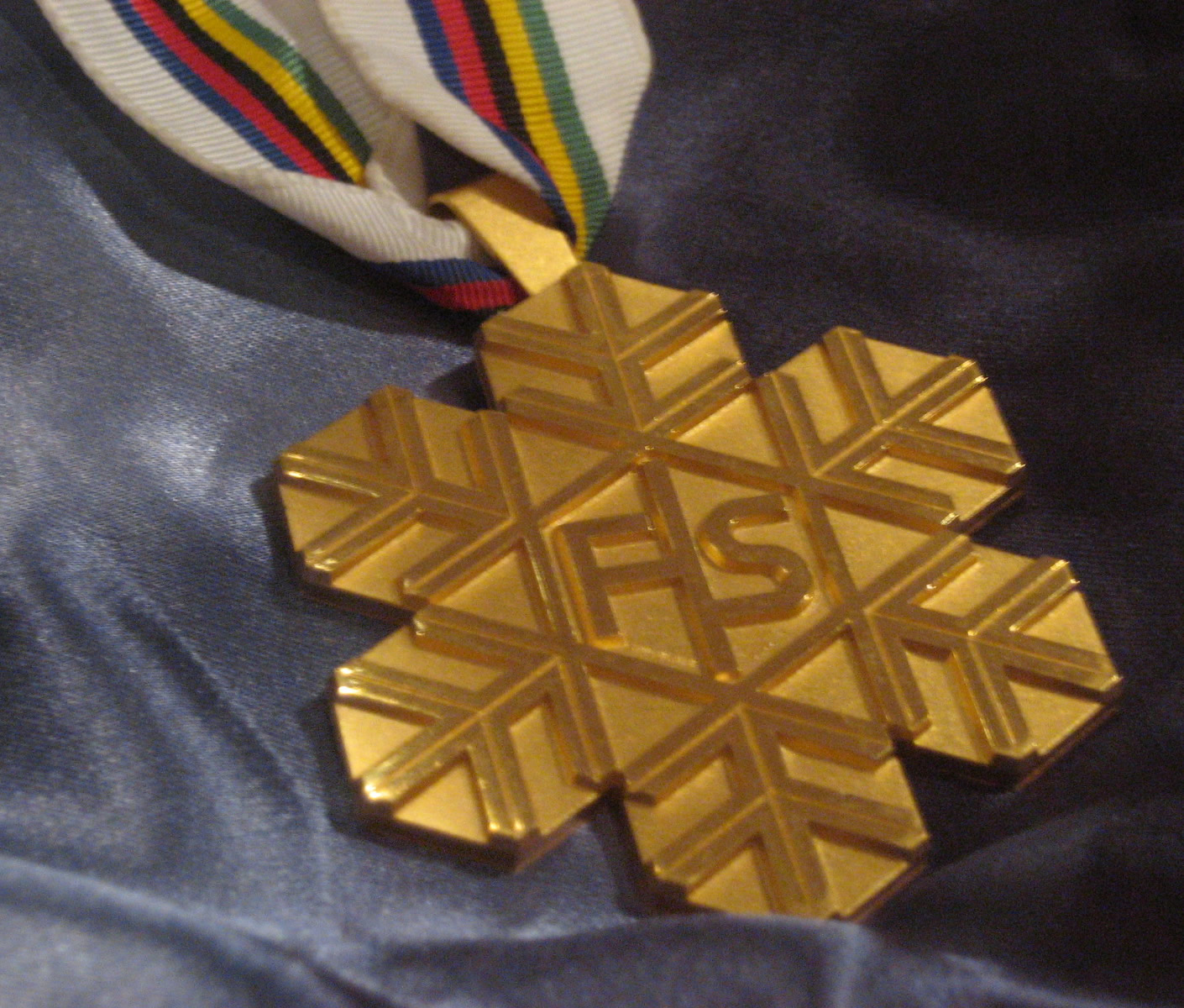
Åre har tre gånger (1954, 2007 och 2019), som enda svensk ort, arrangerat Alpina VM. (FIS World Ski Championships guldmedalj i bild, som Anja Pärson vann tre av 2007.)

Den 17 maj 1957 fick Fjällstugan omfattande skador vid en brand, men efter att den förvärvats av Svenska järnvägsmännens vilohemsförening stod om- och tillbyggda Hotell Fjällgården klar 1960. För ritningarna svarade SJ:s chefsarkitekt Karl-Axel Bladh. Under 1960-talet sjönk sysselsättningen i Åre kommun liksom i övriga Jämtland och en stor avfolkning skedde. I Åre by var emellertid folkmängden tämligen konstant; pendlade mellan 425 och 450 invånare. 1965 stod E75 klar, som i och med att också dubbdäcken blev allt vanligare gjorde att en del turister tog bilen på vintern till Åre, men de flesta turisterna tog fortfarande tåget. (Gamla E75:s dragning mellan Åre by och Duved, nuvarande Årevägen, ersattes sedermera av nuvarande E14.)
1968 invigdes Tott Hotell (som 1979–2002 var det genom tiderna enda Ving-hotellet, Sunwing Resort, beläget i Sverige), och 1969 öppnade Hotell Årevidden (senare benämnt Åre Continental Inn) som blev det första fullt ut handikappanpassade hotellet i den svenska fjällvärlden (2015–2018 användes hotellet som asylboende). Samma år arrangerade Åre en tävling i Alpina världscupen för första gången, efter nytt initiativ av Bibbo Nordenskiöld.

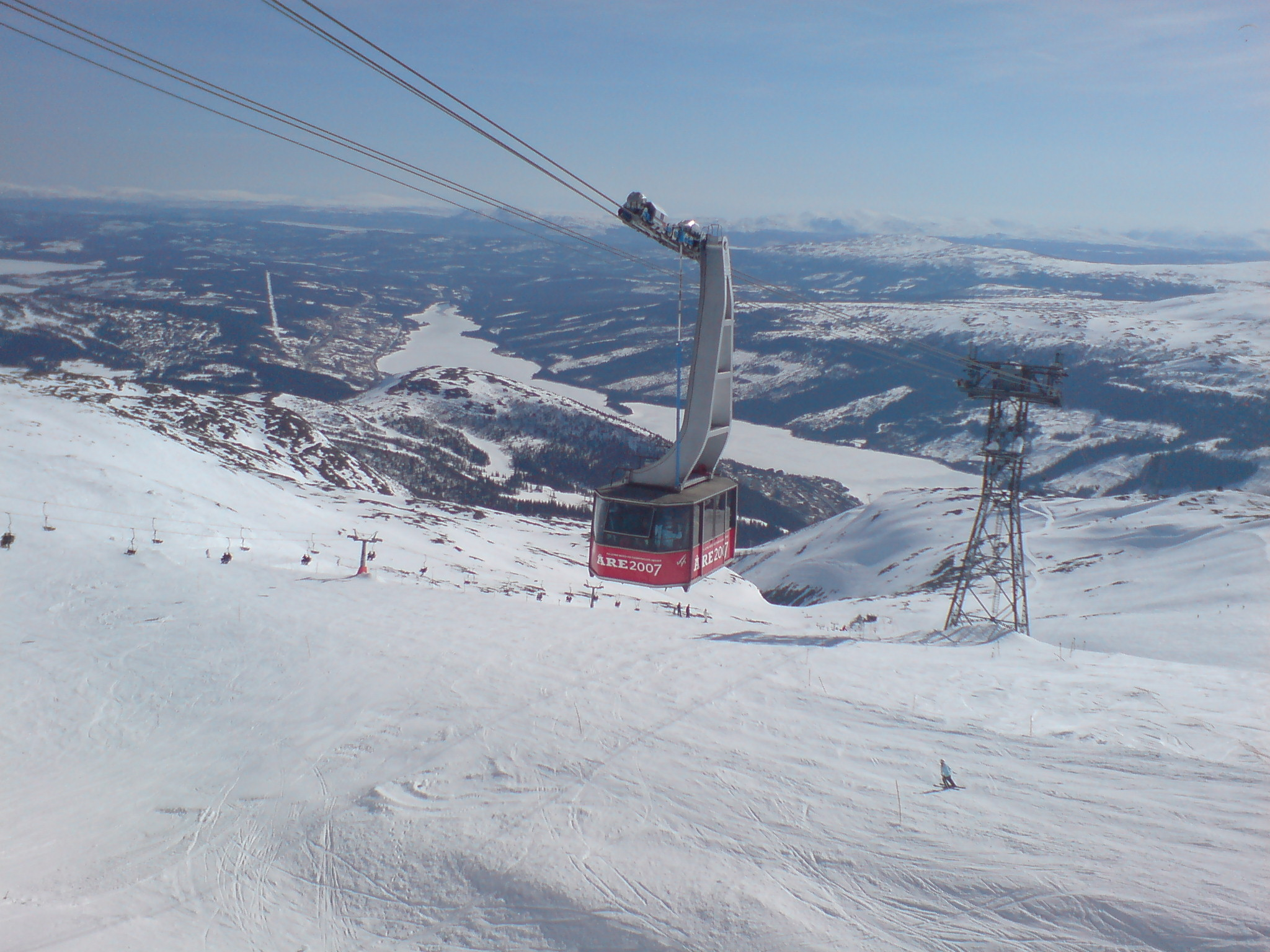
Vy mot sydost (2007), från Kabinbanans toppstation på Sveriges högst belägna liftburna åkhöjd (1 274 m ö.h.). På somrarna transporterar Kabinbanan mountainbikecyklister och vandrare.

I Åres tredje världscuptävling 1977 deltog Ingemar Stenmark, med 29 000 betalande åskådare på plats, och hans storhetstid bidrog till svenska folkets ökade intresse för alpin skidsport. Under 1970- och 1980-talen skedde en byggboom även på många andra svenska skidorter. 1975–1976 byggdes Kabinbanan, efter att staten tillskjutit över 127 miljoner kronor (vilket motsvarar mellan ungefär 600 och 900 miljoner i penningvärde 2012–2015 för åren 1971–1976) till det så kallade Åreprojektet. Denna satsning, som innebar avsevärt fler arbetstillfällen, medförde en hög fart i utvecklingen av Åre by som alpin turistort. Enligt Jordbruksdepartementets utvecklingsplan 1971 var en huvudfaktor till att just Åre erhöll bidraget den trafikmässiga tillgängligheten, med närhet till en större stad (Östersund) med sjukhus och en internationell flygplats (Åre Östersund flygplats).
1985–1986 slog sig Åres skidanläggning ihop med Duveds, för att bli en gemensam turistdestination, med två ytterligare nytillkomna skidbyar; 1981 hade de första byggena verkställts i Åre Björnen, och 1986 i Tegefjäll. Många som tidigare hade åkt i Åre hade sökt sig till Duved, i synnerhet på 1960- och 1970-talen, eftersom backarna där ansågs mer familjevänliga och köerna i Åre alltför långa. Åre fortsatte dock att vara den största vintersportorten i landet, med sina många hotell och sitt nöjesutbud. 
Mot slutet av 1980-talet planerades det stora bostadsprojektet "Mitt i Åre" då bland andra Freestylehuset (vid torget, intill Bergbanans dalstation), Liengården (intill nuvarande VM8:an) och Tottentorpet (vid Hälsocentralen, östra Totten) ingick. Samtidigt togs diskussioner upp om hur kulturhistoriskt värdefulla byggnader och områden skulle hanteras. De sex betongfastigheterna på Tottentorpet stod klara 1991, de tre södra husen har sju till åtta våningar medan de tre norra blev högst med sina tio till elva våningar. Föregångaren till detta bostadsområde var bondgården Drolet (även kallad Tottentorpet), med ursprung från 1700-talet, också med ett privat snickeri som enligt en bokföringsuppgift 1900–1906 svarvade och sålde vandringsstavar till den tidens turister.

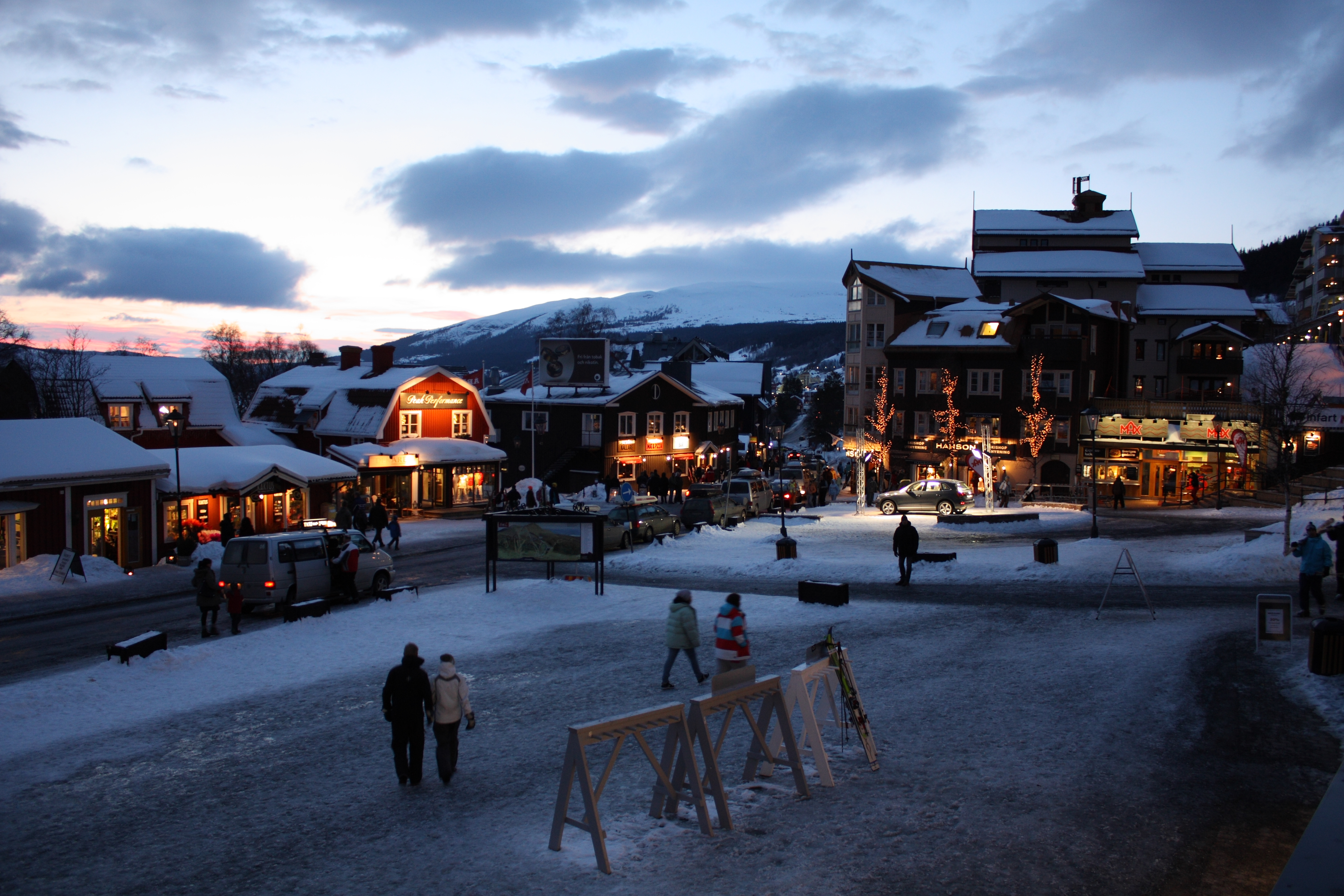
Åre Torg (2009) med bland annat Max Hamburgeri, Peak Performance, Werséns restaurang/pub och sportbutik Hanson i bild.

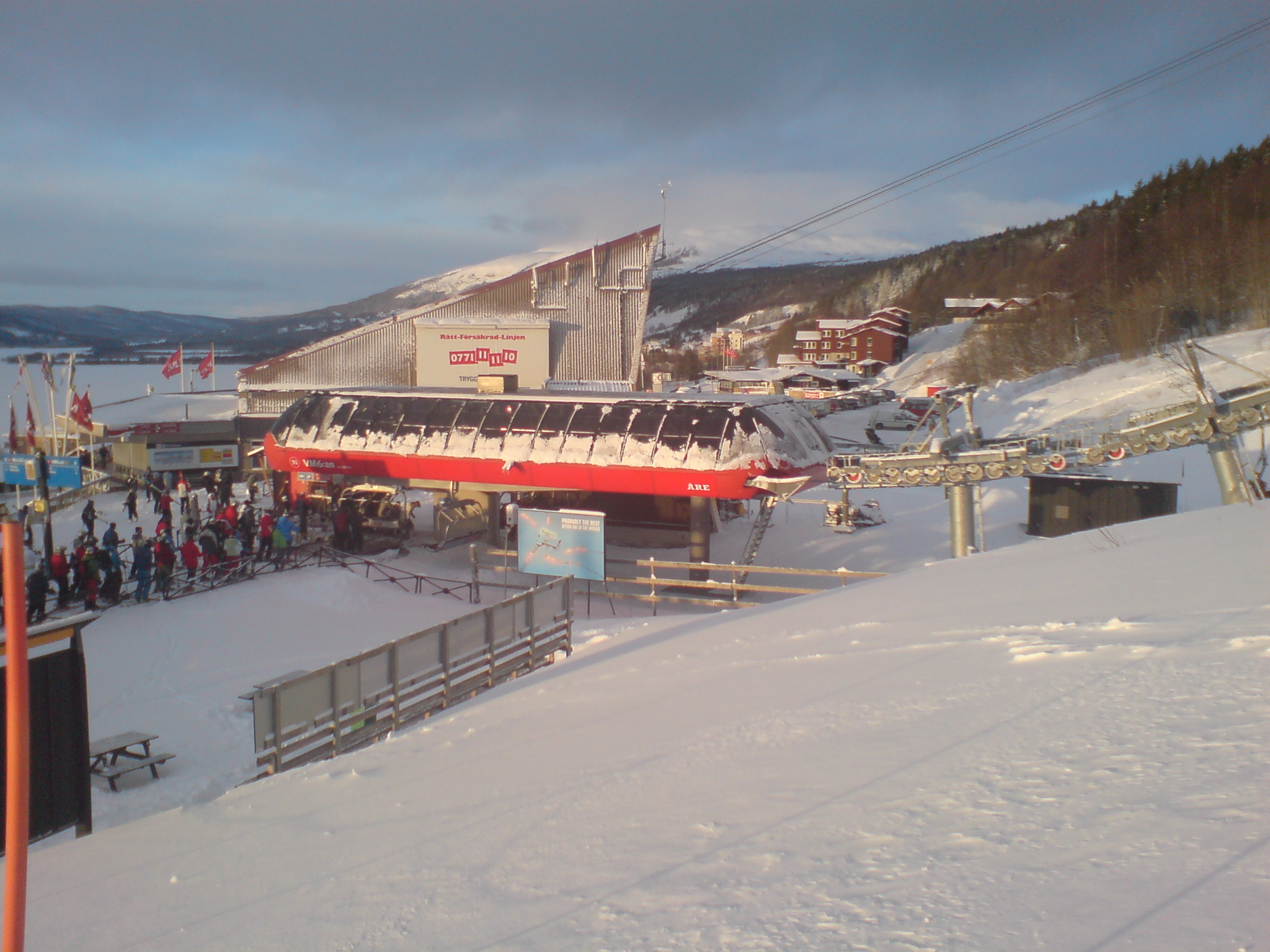
Stjärntorget är den centrala stationen till Åres lift- och pist-/ledsystem (2007).

I januari 2000 förvärvade resortbolaget Skistar, med ursprung från Sälen, destination Åres lift-/pistsystem och logi, plus anläggningarna i Vemdalen. 2001 enades kommunen och näringslivet om en gemensam vision, Vision 2011 (2006 omarbetad till Vision 2020). Tanken med visionen var att hitta en arbetsmetod för att hålla turismen levande under en längre tid och inte gå in i liknande svackor som under 1960-talet. I och med detta gjordes en nystart för barmarksturismen;  bland annat byggdes Holiday Club och Multihallen med exempelvis bowling, äventyrsbad och stor bastuanläggning, för att ha mer än bara skidåkning. Efter att Åres centrala skidområde förnyades 2002 med stolliftarna VM6:an och Hummelliften, öppnade Åre Bike Park 2005 för mountainbikecykling som därefter har blivit Åres största sommaraktivitet (innan detta hade Åre bland annat arrangerat Världsmästerskapet i Mountainbike 1999, men bakom cykelsporten hade endast ideella aktörer stått). År 2006 besöktes destination Åre av cirka 200 000 sommarturister.
I februari 2007 arrangerades Alpina VM i Åre för andra gången, vilket statistiskt sett, trots en inledande väderproblematik, blev det största vintersportarrangemanget någonsin i Sverige. Inför mästerskapet förändrades mycket i centrala Åre; butiksytorna fördubblades på några få år, nya Station Åre byggdes, den alpina nationalarenan förnyades och fick ett samlat målområde, bron över E14 byggdes om till en tunnel, och den nya liften VM8:an byggdes. Även många bostadsrättshus byggdes. 
2008 utsågs Bergbanan till byggnadsminne, 20 år efter att frågan väckts av länsmuseet. 2010 firades 100-årsjubileum i Åre som vintersportort, och 2013 öppnade Åres turisthistoriska museum i Bergbanans toppstationsbyggnad.
VM-arrangemanget 2007 och 2010-talets många investeringar på destinationen bidrog till att Åre vann omröstningen i FIS-kongressen i Barcelona den 5 juni 2014, om att få arrangera Alpina VM 2019. Destination Åre genomförde en ytterligare upprustning inför mästerskapet, både i byn och i skidområdet.

### Publicitet i coronapandemins spår
År 2020 blev besöksnäringen i landet hårt utsatt av Covid-19-pandemin, som för Åres del tvingade bland annat Skistar att från den 6 april 2020 stänga ner anläggningen med en månad kvar av skidsäsongen (däribland uteblev de intäktsbringande påskveckorna), vilket gjorde att Åre vid midsommar hade högst arbetslöshet bland Sveriges kommuner. Efter åtskilliga försiktighetsåtgärder vid skid-/cykelanläggningen och exempelvis i butiker (samt fortsatt stängda nattklubbar och afterski, vilka ansågs vara de främsta smittoriskplatserna när viruset bröt ut i mars 2020) kunde de nationella turisterna återkomma under sommaren 2020 och vintern 2020/21.
När sportlovsveckorna 2021 hade passerat rapporterades det att dessa inte medfört någon ökad smittspridning. Restaurangerna fick kompensera intäkterna med take away för sina begränsade bordsplatser. Åre Crêperie & Logi var en av dem som kunde ta fördelar av pandemin, men kom dock att bli svårast skadat när Susabäcken/Mörviksån svämmade över byns centrala gator efter kraftigt åskregn natten mot den 8 augusti 2023. Åre by var det enda stället i landet som fick ett VMA utlyst vid den riksomtalade stormen Hans. Stora delar av orten är byggd på hundratals år gammalt sediment, vilket medfört återkommande geologiska konsekvenser; såsom rasmassor från Åreskutan vid skyfall, vilket denna gång orsakade en igenproppad trumma trots tidigare förebyggande skyddskonstruktioner. Åre kommun har uppskattat en total sanerings- och ytterligare upprustningskostnad i och kring bäcken till över 50 miljoner kronor.
Enligt Dagens Industri har denna periods negativa publicitet i riksmedia blivit alltmer påtaglig för Åre, och Skistars nye VD Stefan Sjöstrand som tillträdde den 2 mars 2020 ansåg att media förde en hetsjakt mot skidturismen under pandemin. Ett år efter översvämningen riktade en av de drabbade krögarna kritik mot medias rapportering som han menade hade gjort större skada för verksamheten än själva händelsen. Enligt en mätning från pandemiåren var Åre den mest mediebevakade skidorten i Sverige.

### Befolkningsutveckling

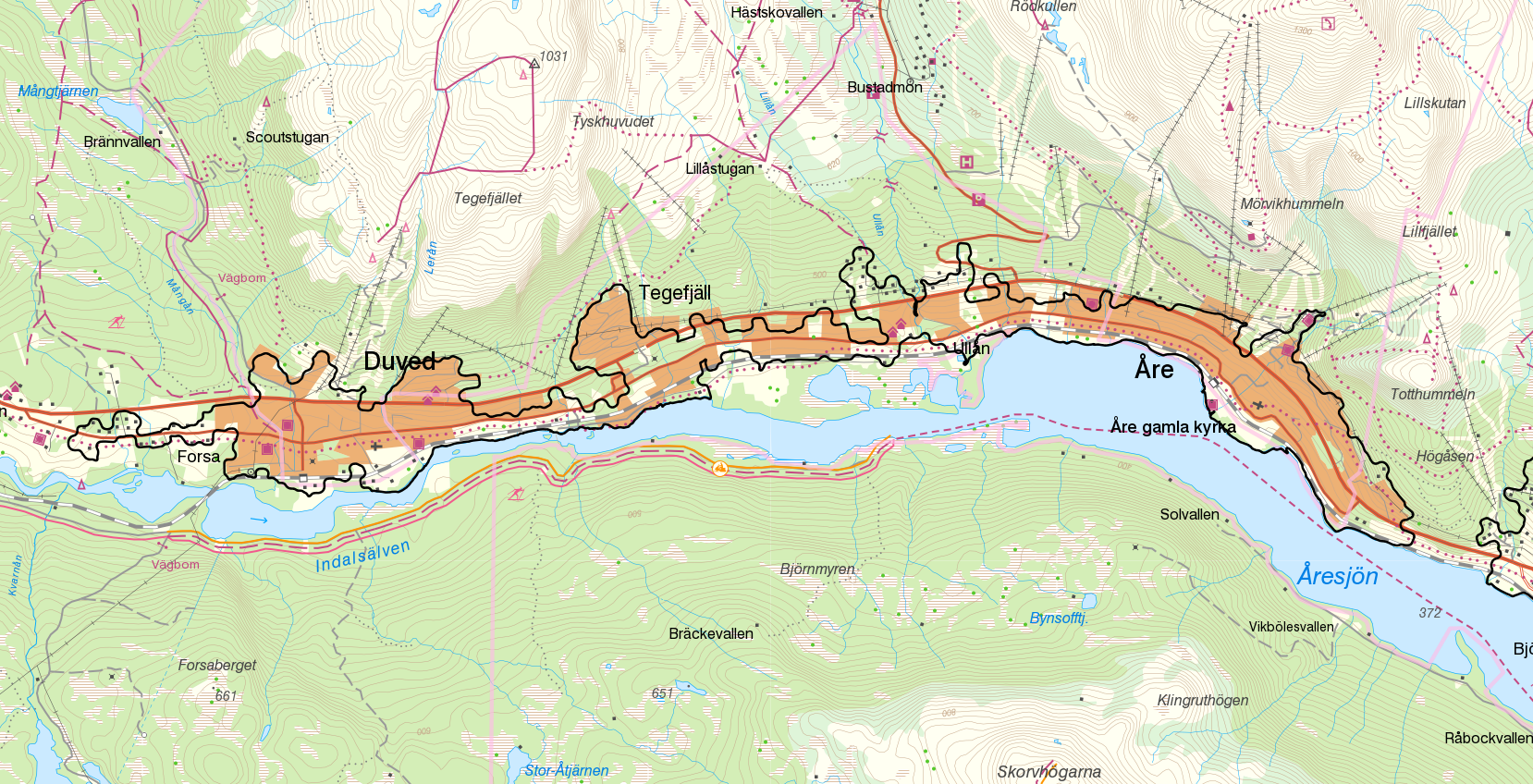
Den av Statistiska centralbyrån avgränsade tätorten Åre, med gränserna från tätortsavgränsningen 2015 i svart.

| Befolkningsutvecklingen i Åre 1960–2020 | Befolkningsutvecklingen i Åre 1960–2020 | Befolkningsutvecklingen i Åre 1960–2020 | Befolkningsutvecklingen i Åre 1960–2020 | Befolkningsutvecklingen i Åre 1960–2020 |
| --- | --------------------------------------- | --------------------------------------- | --------------------------------------- | --------------------------------------- |
| |                                         |                                         |                                         |                                         |
| År |                                         |                                         | Folkmängd                               | Areal (ha)                              |
| 1960 | 1960                                    |                                         | 453                                     |                                         |
| 1965 | 1965                                    |                                         | 424                                     |                                         |
| 1970 | 1970                                    |                                         | 450                                     |                                         |
| 1975 | 1975                                    |                                         | 523                                     |                                         |
| 1980 | 1980                                    |                                         | 576                                     |                                         |
| 1990 | 1990                                    |                                         | 816                                     | 134                                     |
| 1995 | 1995                                    |                                         | 1 078                                   | 138                                     |
| 2000 | 2000                                    |                                         | 1 019                                   | 138                                     |
| 2005 | 2005                                    |                                         | 1 260                                   | 156                                     |
| 2010 | 2010                                    |                                         | 1 417                                   | 167                                     |
| 2015 | 2015                                    |                                         | 2 768                                   | 635                                     |
| 2016 | 2016                                    |                                         | 2 925                                   | 635##                                   |
| 2020 | 2020                                    |                                         | 3 552                                   | 663                                     |
| Anm.: Sammanvuxen med tätorten Duved samt småorterna Ullån och Kläppen norra 2015. ## Arean 31 december 2016, 2017 och 2018 fortsatt samma som avgränsades som tätort 2015. |                                         |                                         |                                         |                                         |

## Geografi

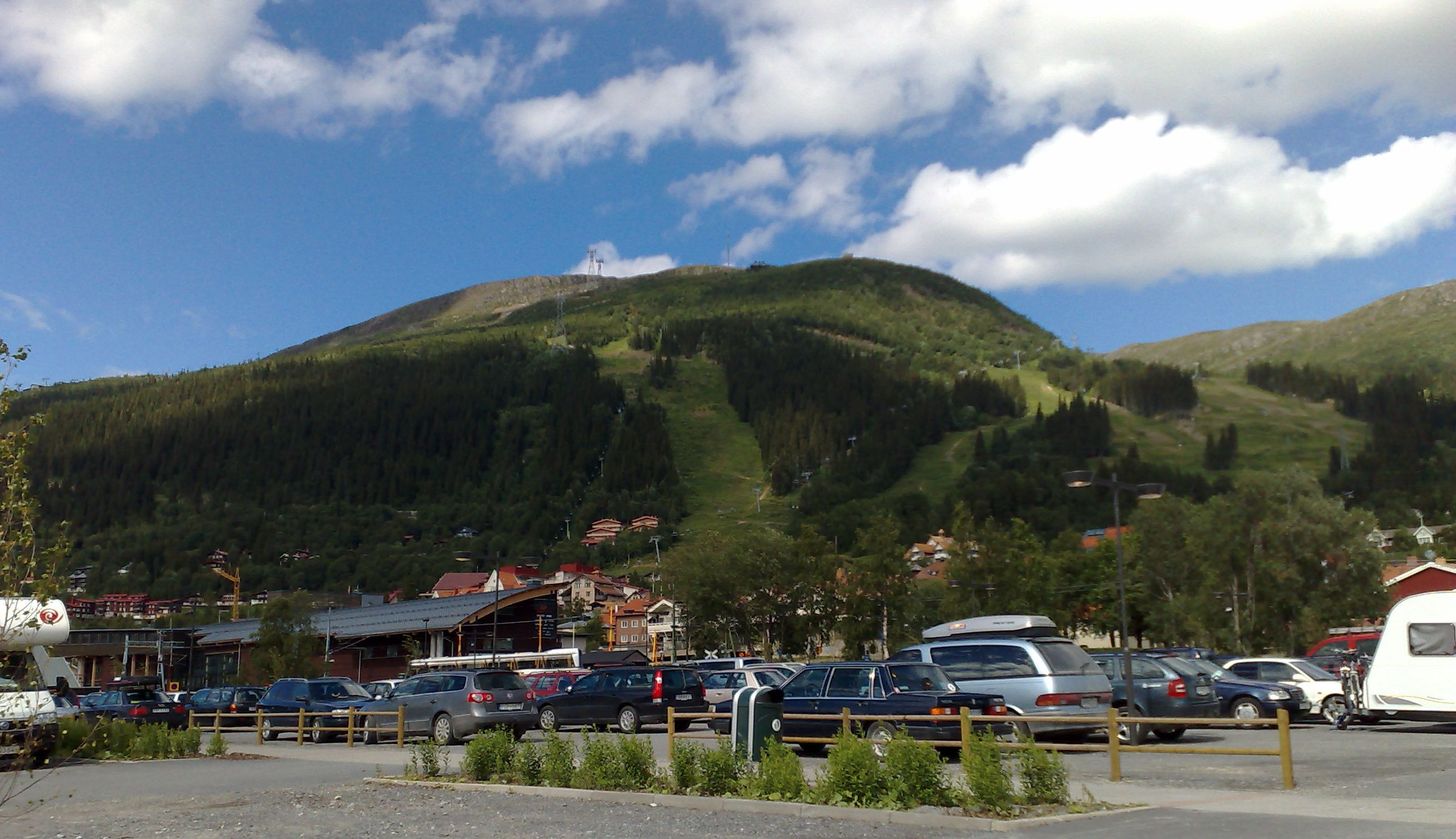
Mörvikshummeln på Åreskutans "fram"-/sydsida, sommartid (2007), sedd från Holiday Clubs parkering vid den 700 meter långa sandstranden Åre Strand intill Åresjön.

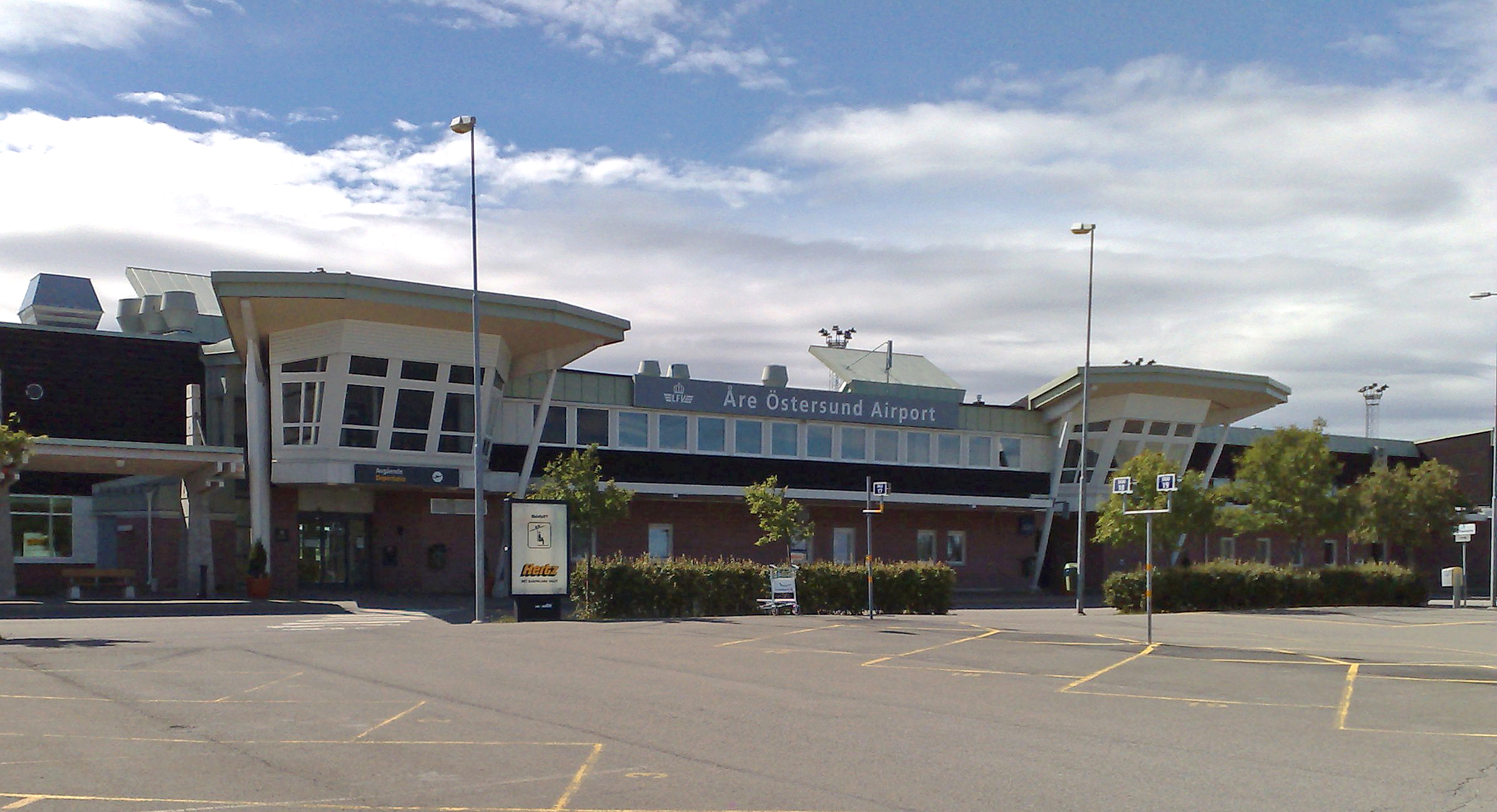
Åre Östersund flygplats (2007) är belägen på Frösön, med Skybus (Ybuss) som huvudtransfer. För kommunikation med tåg och övrig kollektivtrafik, se Station Åre.

Åre tätort är belägen på 372–421 meter över havet vid den 1 420 meter höga Åreskutans södra fot, intill Åresjöns/Indalsälvens norra strand, utmed E14 och Mittbanan cirka 100 kilometer väster om Östersund och drygt 50 kilometer öster om Storlien vid norska gränsen. Den djupa och stora vidöppna dalgången är omgiven av granskog, kalfjäll (såsom det 986 meter höga Renfjället vid Åresjöns södra strand, och det 1 031 meter höga Mullfjället/Tegefjället mot Duved och Tegefjäll) och lutande ängar. Dalgångens största del är mellan Duved i väst och Brattland i öst, men sträcker sig också fortsättningsvis i ett västligt vindstråk ut mot norska kusten bortanför Trondheim och österut längs Indalsälvens dalgång genom östra Jämtlandsfjällen.

## Närings- och nöjesliv
Turismen är den ledande näringsgrenen i Åre sedan omkring år 1900, och innan dess då lokalbefolkningen i huvudsak livnärde sig på jordbruk erbjöds dåtidens besökare sängplats att hyra i böndernas egna fjällhemman. Hotellindustrin i kommunen omfattas av cirka 35 000 bäddar som står till förfogande av Åredalens cirka 450 000 besökare per år. Även IT, handel och tillverkning är framgångsrika näringsgrenar. Åre Skidfabrik är en lokal industri som sedan 1981 har tillverkat de egna snowboardmärkena Extrem och Cmd, och sedan 1998 skidmärkena Åsnes och Hendryx. Åre Chokladfabrik tillverkar sedan 1991 handgjorda chokladtryfflar, praliner och kolor på bygdens och fjällets egna råvaror med export över hela Norden.
Det året-runt-öppna upplevelsehotellet Holiday Club, som uppfördes 2004 intill Åre Strand, blev också en av landets största konferensanläggningar. Bland annat hölls ett EAPR-säkerhetsforumsmöte (vanligt refererat som ett Nato-möte) i maj 2005, och i mitten av 2006 hölls ett stormöte med EU:s miljöministrar. 2007–2010 grundades Åre Kapitalmarknadsdagar, senare benämnt Åre Business Forum, som är Sveriges främsta affärs- och investeringsforum och är Nordens motsvarighet till World Economic Forum i Davos.
Till destinationens ute- och nöjesliv finns femtiotalet restauranger (inkluderat med krogar/pubar), barer, ett tiotal nattklubbar och afterski. Nattklubben Bygget från 1985, belägen vid Åre Fjällby (i närheten av VM8:an), anses ha en både egen storlek och karaktär av sådant utbud för hela alpinvärlden; nöjeshuset innefattar sex barer, tre dansgolv en restaurang samt en scen som under säsong gästas av flera av Sveriges främsta artister på livespelning. Den gamla Socitetspaviljongen från 1897 blev 1975 ombyggd till Åres första/äldsta nattklubb, Country Club. Åre Bryggeri från 1990 och Åre Ölfabrik från 2014 (i samarbete med puben Parkvillan) är två lokala ölbryggerier, och Buustamons Bränneri från 2000 är ett av få lagliga destillerierna i Sverige.
Sedan strax efter millennieskiftet arrangeras både stora och små event året runt i Åre, som för det mesta sköts av Skistar Event och Puls/Camp Åre.
Populära utflyktsmål i närheten är exempelvis vattenfallen Tännforsen och Ristafallet, Fröå gruva, Njarka Sameläger (läran om kultur och näring med samer och djur), Åre Ljusfabrik i Undersåker och Åre Glashytta i Duved.

### Större varumärken som grundats i Åre
Åre är känt för sin entreprenörsanda och ett flertal nationella och internationella varumärken i outdoorbranschen har grundats i området:
- Eivy Clothing AB
- Elevenate AB
- Peak Performance AB
- Skhoop i Åre AB
- Stellar Equipment AB
- Sweare AB
- Åre Skidfabrik AB (Extrem Skis)

Andra varumärken i outdoorbranschen, som exempelvis Klättermusen AB, har valt att flytta hela eller delar av sin verksamhet till Åre. Det finns även ett flertal varumärkesbutiker i byn, som Stellar Equipment, Haglöfs och Norröna. 1986 grundades Peak Performance i Åre, som utvecklats till ett av Skandinaviens största klädmärke för funktionellt sportmode och finns i över 20 länder.

## Demografi
Av 2012 års totalt 7 868 förvaltningsarbetare i Åre kommun var 5 180 av dessa kvinnor, vilka utgjorde cirka 66 procent. Kvinnornas inkomst är i regel också något högre än männens, antalet inrikes inflyttande är bland topp nio i Sverige i förhållande till folkmängden med relativt jämn könsfördelning. Åre hör till de kommuner som har störst folkminskning i landet vid första halvårsberäkningar, detta med anledning av den stora andel vintersäsongsboende i främst Åredalen. Bland tjänstsektorns delbranscher är det mest specialiserat på restaurang, catering och barverksamhet i Åre.

### Utbildning
Det finns en låg- och mellanstadieskola samt en hotell- och restauranggymnasieskola i Åre, medan högstadium finns i Duved och Mörsil. I Järpen finns Åre gymnasieskola med riksintag för skidgrenarna alpint, skicross, längd och puckelpist samt utbildningar med inriktning på turism och restaurang. Det finns även en inriktning på vinterakrobatik i samarbete med Cirkus Cirkör, men också de flesta vanliga valfria linjer.
Vuxenutbildningar finns i form av komvux som bland annat har en skidlärarlinje. Åredalens folkhögskola (tidigare benämnd Hållands folkhögskola, belägen 18 kilometer öster om Åre by) är i huvudsak inriktad på kristen tros- och livsåskådning, men även friluftsliv och textil.
Campus Åre har flera inriktningar åt turism; bland annat vildmarksguide, hästguide och eventproducent.

## Sport

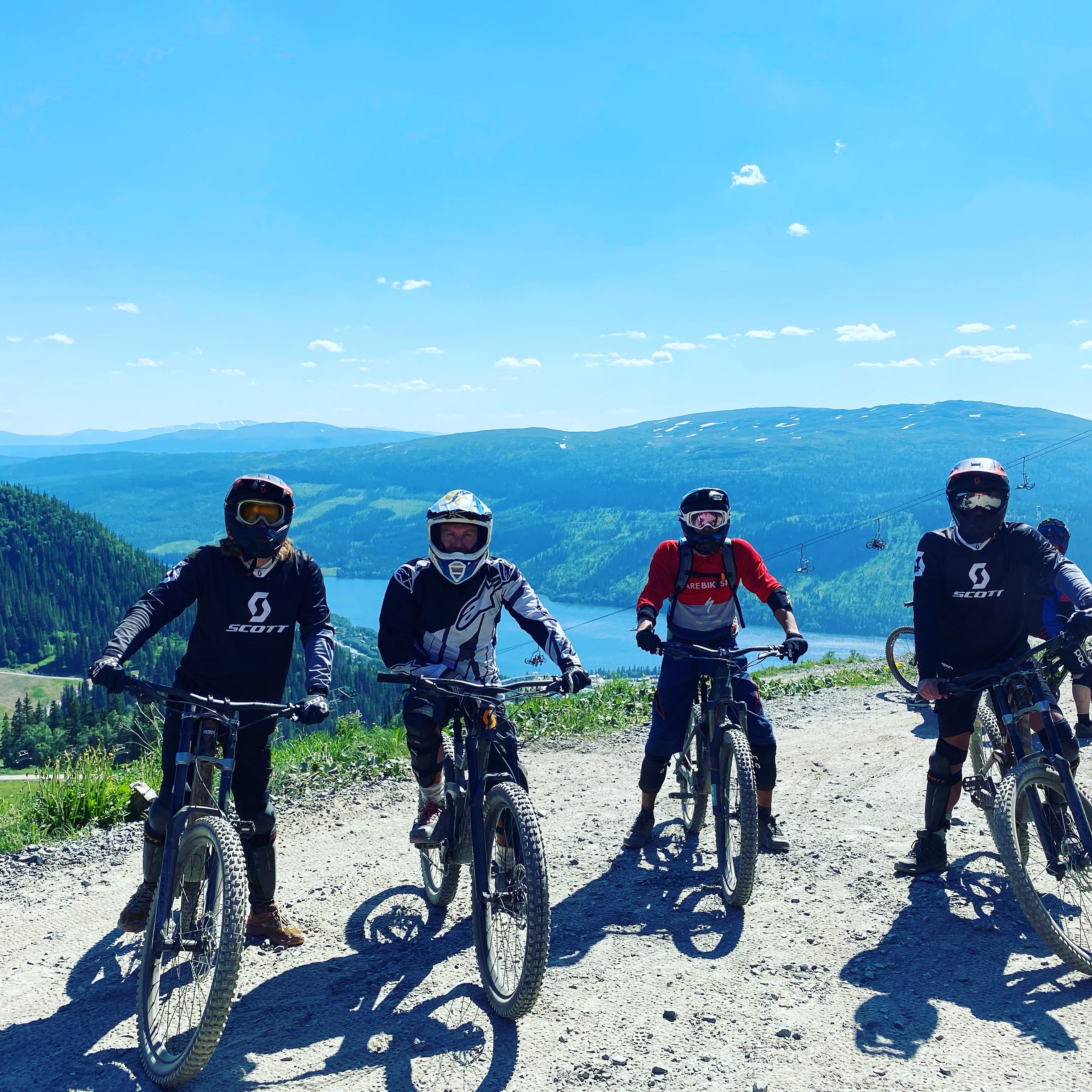
Cykelsport i Åre har anor från slutet av 1920-talet, det vill säga en i praktiken lika lång kultur som vinter- och skidsport. När mountainbike- och downhill-verksamheten så småningom fick fäste skulle Åre genom Åre Bike Park få utförsåkning på Åreskutan året runt, vilket lockat såväl sommarturister som inflyttning i trakten.

Det mesta i sportväg i Åre handlar om utförsåkning, och 1935 bildades Åre Slalomklubb (Åre SLK) som är Åres största alpina sportklubb. Åre har ansökt om Olympiska vinterspelen åtta gånger; först 1984 och 1988 med Falun, 1992, 1994, 1998 och 2002 med Östersund samt 2022 och 2026 med Stockholm. I februari 2019 arrangerades Alpina VM för tredje gången i Åre och 2015 hade Åre arrangerat dess 100:e alpina världscuptävling. I december 2014 fick Åre med en veckas kort varsel överta tävlingarna från franska Val d'Isere och Courchevel, på grund av snöbrist i dessa, utöver den redan inplanerade världscupen i mars 2015.
I september 1999 arrangerade Åre Bergscyklister världsmästerskapen i mountainbike och 2005 de nordiska mästerskapen i downhill, ett arrangemang som återkom till orten 2007. Sedan 2006 har Åre arrangerat återkommande mountainbike-SM, med downhill och four-cross, och sedan 2010 samlas tusentals internationella och tävlande gäster i byn under den  årliga högsäsongsveckan med Åre Bike Festival. Downhill-cyklingen sågs länge som en farlig extremsport av kommersiella aktörer, vilka var skeptiska till att etablera en turistisk verksamhet av saken, men blev så småningom övertalade av ideella bybor.
Även forsränning, skärmflygning, hängflygning, fjällvandring och hundspannsåkning är populära turistaktiviteter. Den första upplagan av Haglöfs Åre Extreme Challenge arrangerades i början av juli 2007 och räknas som de inofficiella mästerskapen i multisport där paddling, bergslöpning och mountainbikecykling ingår.
Åre har även en 18-håls golfbana, belägen 13 kilometer väster om Åre by, invigd 1990. Detta presenterades först som ett aprilskämt, men blev snabbt en seriös satsning.
Den 30 januari 2007 invigdes Åres zipline-park som är den största i Europa. Parken har åtta banor/sträckor med olika svårighetsgrader, den längsta banan är 360 meter lång. Parken startar vid VM6:ans bergstation, och slutar strax ovanför Tott.
Åre by är mål- respektive startdestination för den andra respektive tredje delsträckan i löpstafetten S:t Olavsloppet, som grundades 1988.

## Åre i film
- Fjällsemestern i komedifilmen Åsa-Nisse flyger i luften (1956) utspelar sig i Åre.
- Familjekomedifilmen Sune i fjällen (2014) spelades delvis in i Åre.[78]
- 1920 producerades den svenska långfilmen Flickorna i Åre, med danskt samarbete.
- Inomhusscener från Ruben Östlunds film Turist spelades 2013 in på hotellet Copperhill Mountain Lodge i Åre (Björnen).[79]
- Filmen Tills Frank skiljer oss åt, inspelad 2019, regisserad av Leif Lindblom, med manus av Peter Magnusson och med Liv Mjönes, Erik Johansson och Peter Magnusson i huvudrollerna är till stora delar inspelad i Åre.

## Kända personer födda i Åre
- Alpinskidåkarna Hans Hansson, Sixten Isberg, Kajsa Kling och Sarah Thomasson
- Freestyleskidåkaren Henrik Windstedt
- Ishockeyspelarna och tvillingbröderna Joel och Henrik Lundqvist
- TV-programledaren Hans Fahlén
- Skådespelarna Hans Henriksson och Urban Sahlin